# Matilde León
María Matilde León Tamayo (Miraflores, Lima, 15 de septiembre de 2000) es una actriz, comunicadora audiovisual y guionista peruana, que obtuvo reconocimiento al haber interpretado los personajes de Catalina Pardo en la serie Al fondo hay sitio y Luna Seminario en la telenovela Papá en apuros.

## Biografía
María Matilde León Tamayo nació el 15 de septiembre de 2000 en Miraflores, distrito de la provincia de Lima. Es hija del crítico de cine peruano Isaac «Chacho» León Frías y de Rosa Tamayo. Mostró su interés por la actuación desde pequeña, en la cual le ha permitido participar en los talleres de Roberto Ángeles. Realizó sus estudios escolares en el Colegio Trener[cita requerida] y tras concluir la secundaria, estudió la carrera de comunicación audiovisual en la Universidad de Lima, complementando con sus estudios de workshops virtuales en The Lee Strasberg Film Institute de Los Ángeles, Stella Adler Studio of Acting en Nueva York y La Pieza Meisner en Buenos Aires. Adicionalmente, fue parte del Elenco de Teatro de la Universidad de Lima.
Comenzó su carrera artística a la edad de los catorce años, cuando participó en un casting para formar parte de la película Dos besos, dirigida por el cineasta Francisco Lombardi, en la cual León fue aceptada. Gracias a ello, fue parte del reparto principal del largometraje mencionado, haciendo su debut de manera oficial el año 2015. Como parte del Elenco de Teatro de la Universidad de Lima, León asume los protagónicos de las obras de teatro La receta en 2019, interpretando a Paloma, una joven que quería sorprender a su pareja con una cena romántica y Romeo y Julieta como Julieta Capuleto. En el año 2020, Matilde dirige su primer cortometraje Sumisa, el cual también coescribe y actúa compartiendo escena al lado de los actores Jorge Guerra y Jimena Rosas.
Pero fue en el año 2022, cuando León alcanzaría al estrellato al participar en el reparto de la teleserie Al fondo hay sitio, asumiendo el papel antagónico recurrente de Catalina Pardo y Mesones, la mejor amiga de Alessia Montalbán y exinterés amoroso de Cristóbal Montalbán. Seguidamente, protagoniza la obra teatral La enfermedad de la juventud al lado de Stefano Tosso, basada en la historia de un grupo de jóvenes austriacos en los años 1920s. En este trama, interpreta a María, una estudiante de enfermería y la favorita del destino.[cita requerida] Además, obtuvo de nuevo el protagónico de la otra producción de teatro La eterna impermanencia en el papel de Nadia, una mujer que convive su mente con sus exparejas, y el cortometraje Bicicleta de Tamara Saith como Sienna, volviendo a trabajar con Guerra.
León fue anunciada para coprotagonizar la telenovela cómica-romántica peruana Papá en apuros en 2023 bajo el personaje de Luna Seminario, la hija mayor del protagonista, el capitán de fragata Martín Seminario. Previo a ello, León protagonizó el cortometraje Los amantes ordinarios como Patricia.
En el año 2024, volvió a trabajar con Tosso como protagonista de la obra de terror cómica teatral Tiny Tim, bajo el papel de Martina.

## Filmografía

### Televisión
| Año       | Título               | Rol                               | Notas                               | Emisión              |
| --------- | -------------------- | --------------------------------- | ----------------------------------- | -------------------- |
| 2020      | GPS Vocacional       | Mafer                             | Rol principal                       | Trasciende (YouTube) |
| 2022-2023 | Al fondo hay sitio   | Catalina Pardo y Mesones / «Cata» | Rol antagónico recurrente           | América Televisión   |
| 2023-2024 | Papá en apuros       | Luna Seminario                    | Rol coestrella                      | Latina Televisión    |
| 2024      | El gran chef famosos | Ella misma                        | Participante de la novena temporada | Latina Televisión    |
| 2024-2025 | Nina de azúcar       | Eva Moreno López                  | Rol principal                       | América Televisión   |

### Cine
| Año  | Título                 | Rol        | Notas                         |
| ---- | ---------------------- | ---------- | ----------------------------- |
| 2015 | Dos besos              | Malú       | Rol principal (debut actoral) |
| 2019 | El papel equivocado    | Mariana    | Rol principal                 |
| 2020 | Sumisa                 |            | Rol coprotagónico             |
| 2020 | Sumisa                 | Ella misma | Directora general y guionista |
| 2021 | Desfase                |            | Rol principal                 |
| 2022 | Bicicleta              | Sienna     | Rol protagónico               |
| 2023 | Los amantes ordinarios | Patricia   | Rol protagónico               |

### Teatro
| Año  | Título                                | Rol               | Notas           |
| ---- | ------------------------------------- | ----------------- | --------------- |
| 2017 | Para llevarle a Rosita                | Magda             | Rol protagónico |
| 2019 | Romeo y Julieta                       | Julieta Capuleto  | Rol protagónico |
| 2019 | La receta                             | Paloma            | Rol protagónico |
| 2019 | La lección                            | Alumna            | Rol protagónico |
| 2022 | La enfermedad de la juventud          | María             | Rol protagónico |
| 2022 | La eterna impermanencia               | Nadia             | Rol protagónico |
| 2023 | El correcaminos                       |                   | Rol protagónico |
| 2024 | La Tierra                             | Elisa             | Rol protagónico |
| 2024 | Tiny Tim                              | Martina           | Rol protagónico |
| 2024 | Mi crush: Historias de amor y desamor | Varios personajes | Rol protagónico |